# Глобоко (Радовљица)
Глобоко (словен. Globoko) је насељено место у општини Радовљица, Горењска регија, Словенија.

## Историја
До територијалне реорганизације у Словенији било је у саставу старе општине Радовљица.

## Становништво
У попису становништва из 2011. године, Глобоко је имало 36 становника.
| Број становника према пописима | Број становника према пописима | Број становника према пописима |
| ------------------------------ | ------------------------------ | ------------------------------ |
| 1991                           | 2002                           | 2011                           |
| 27                             | 31                             | 36                             |

## Галерија
- железнички мост
- железничка станица
- Сава
- поток Добруша